# 吉林鹅观草
吉林鹅观草（学名：Roegneria nakaii）为禾本科鹅观草属下的一个种。

## 扩展阅读
- 維基物種上的相關：吉林鹅观草